# Джон Лоуренс
Джон Гандейл Лоуренс (англ. John Hundale Lawrence; 7 січня 1904 — 7 вересня 1991) — американський фізик і лікар, найбільш відомий піонером у галузі ядерної медицини.

## Життєпис
Джон Гандейл Лоуренс народився в Кантоні, Південна Дакота. Його батьки, Карл Густав і Гунда Регіна (уроджена Джейкобсон) Лоуренс, були нащадками норвезьких іммігрантів, які познайомилися під час викладання в середній школі в Кантоні, Південна Дакота, де його батько також був інспектором шкіл. Його братом був фізик Ернест О. Лоуренс. Він відвідував коледж в Університеті Південної Дакоти, перш ніж здобути ступінь доктора медицини в Гарвардській медичній школі. У 1957 році отримав стипендію Гуггенхайма з фізики.

## Кар'єра
Довго співпрацював з Каліфорнійським університетом у Берклі та працював у Національній лабораторії Лоуренса Берклі. Там він відкрив методи лікування лейкемії та поліцитемії шляхом введення інфікованим мишам радіоактивного фосфору, отриманого з циклотрона, винайденого його братом, лауреатом Нобелівської премії Ернестом О. Лоуренсом. У 1936 році ввів дозу радіофосфору 28-річному хворому на лейкемію, і це був перший випадок, коли радіоактивний ізотоп, вироблений циклотроном, використовувався для лікування пацієнта. Лоуренс був піонером у використанні методів радіоактивних індикаторів для вивчення впливу хвороби на метаболічні процеси. Також продемонстрував, що нейтронні пучки потенційно більш ефективні в боротьбі з раковими клітинами, ніж рентгенівські промені, і в 1949 році став першим лікарем, який використав радіоактивно мічений благородний газ для діагностичних цілей у людей.
Робота Лоуренса з хворими на рак зацікавила Вільяма Доннера, філадельфійського промисловця та філантропа, син якого помер від раку. Доннер вніс кошти для будівництва лабораторії Доннера в північно-східному кутку кампусу Берклі, яка була освячена в 1942 році. У червні того ж року він одружився з Емі МакНір Боулз, донькою Джорджа МакНір Боулза старшого та Беатріс (Нікель) Боулз із Сан-Франциско.
У 1983 році Джон Лоуренс отримав премію Енріко Фермі. Отримав почесні ступені Університету Південної Дакоти, Університету Бордо та Католицького університету Америки. Був нагороджений медаллю Колдвелла Американського товариства Рентгена Рея. Медаль Маккензі Девідсона Британського інституту радіології, медаль від Папи Пія XII. Срібна медаль Університету Бордо. Срібний хрест грецького королівського ордена Фенікса та медаль Пастера Інституту Пастера в Парижі.

## Особисте життя
Досвід братів Лоуренс у ядерній медицині став вирішальним для порятунку їхньої матері, коли в 1937 році у неї діагностували рак матки. Коли в клініці Мейо сказали, що їй залишилося жити три місяці, Джон Лоуренс привів її на лікування до рентгенолога доктора Роберта С. Стоуна, одного з його співробітників. Стоун успішно використав рентгенівське випромінювання високої енергії, отримане від рентгенівської трубки, яку винайшов Девід Слоан, один із перших членів команди Ернеста Лоуренса в Берклі. Гунда Лоуренс прожила ще близько 15 років після лікування, до 83 років.
Лоуренс пережив затоплення SS Athenia в 1939 році.

## Біографія
- Радіоізотопи та радіація: останні досягнення в медицині, сільському господарстві та промисловості (1969)ISBN 0-486-62301-7
- Останні досягнення ядерної медицини, том. 5 (1978)ISBN 0-8089-1068-X